# Vormeiswinkel
Vormeiswinkel ist eine aus einer Hofschaft hervorgegangene Ortslage in der bergischen Großstadt Solingen. 

## Lage und Beschreibung
Vormeiswinkel liegt abseits städtischer Bebauung westlich von Widdert im Südwesten des Stadtbezirks Burg/Höhscheid. Der Ort befindet sich auf einem Höhenzug zwischen dem Weinsberger Bach im Norden und dem nach ihm benannten Vormeiswinkeler Bach im Südwesten. Im Süden fließt die Wupper und bildet die Stadtgrenze zu Leichlingen. Das bewaldete Weinsberger Bachtal nördlich von Vormeiswinkel ist als Naturschutzgebiet Weinsberger Bachtal ausgewiesen. Über den Höhenzug führt in Ost-West-Richtung als Höhenrückenstraße die Lacher Straße, die Widdert mit der Wipperaue verbindet.
Den Ort prägt bis heute die Landwirtschaft, die Hänge rund um den Ort sind umgeben von Feldern und Weiden. Diese gehören zu mehreren landwirtschaftlichen Betrieben. Im Ort sind einzelne historische Fachwerk- und Schiefergebäude erhalten, von denen eines heute unter Denkmalschutz steht. 
Benachbarte Orte sind bzw. waren (von Nord nach West): Irler Hof, Strupsmühle, Lache, Eintracht, Caspersfeld, Hintenmeiswinkel, Nesselrath in Leichlingen, Wipperkotten, Wippe, Wipperbanden und Schmidtskotten.

## Etymologie
Der Ortsname ist vermutlich von der Vogelart Meise abgeleitet.

## Geschichte

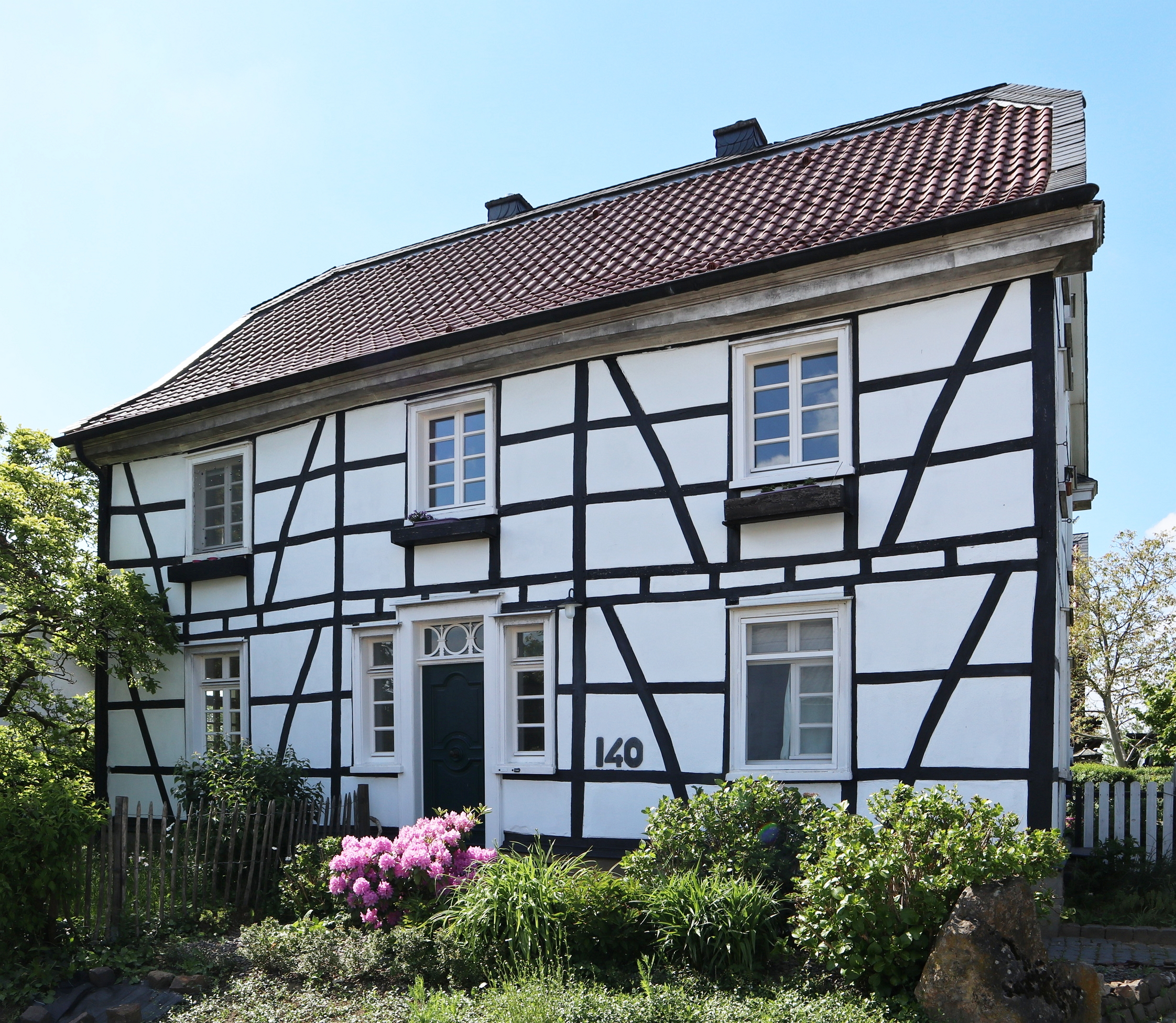
Baudenkmal Fachwerkhaus Lacher Straße 140

Meiswinkel ist als Einzelhof seit dem 13. Jahrhundert nachweisbar und zählt damit zu den ältesten Höfen auf dem Gebiet der späteren Bürgermeisterei Höhscheid. Die urkundliche Ersterwähnung erfolgte als Mesewinkele im Jahr 1265. Aus dem Einzelhof entwickelten sich über die Jahrhunderte die heute noch vorhandenen Orte Vor- und Hintenmeiswinkel.:2
In der Karte Topographia Ducatus Montani, Blatt Amt Solingen, von Erich Philipp Ploennies aus dem Jahr 1715 ist das heutige Vormeiswinkel als Rittersitz verzeichnet und als Meisewinckel benannt. Der Ort wurde in den Registern der Honschaft Widdert innerhalb des Amtes Solingen geführt. Die Topographische Aufnahme der Rheinlande von 1824 verzeichnet den Ort als vorder Meiswinkel, die Preußische Uraufnahme von 1844 als Vorder Meiswinkel. In der Topographischen Karte des Regierungsbezirks Düsseldorf von 1871 ist der Ort als Vor Meiswinkel verzeichnet. Die Preußische Neuaufnahme von 1893 verzeichnet den Ort in der heute gebräuchlichen Form als Vormeiswinkel. 
Nach Gründung der Mairien und späteren Bürgermeistereien Anfang des 19. Jahrhunderts gehörte der Ort zur Bürgermeisterei Höhscheid, die 1856 zur Stadt erhoben wurde und lag dort in der nach ihm benannten Flur VI. Meiswinkel.
Mit der Städtevereinigung zu Groß-Solingen im Jahre 1929 wurde Vormeiswinkel ein Ortsteil Solingens. Eines der Fachwerkhäuser im Ort, das Gebäude Lacher Straße 140, wurde am 22. Oktober 1986 in die Denkmalliste der Stadt Solingen eingetragen.